# Garmenjak Mali (Dugi otok)
Koordinati:   43°52′27″N, 15°10′33″E
Garmenjak Mali je nenaseljen otoček v Kornatih. Otoček leži okoli 0,7 km zahodno od otočka Garmenjak Veliki in okoli 0,5 km vzhodno od zaliva Lojišće na Dugem otoku. Površina otočka je 0,031 km², dolžina njegove obale meri 0,7 km. Najvišji vrh je visok 18 mnm.